# Ilhas Virgens Britânicas nos Jogos Olímpicos de Verão de 2020
As Ilhas Virgens Britânicas deverão competir nos Jogos Olímpicos de Verão de 2020 em Tóquio. Originalmente programados para ocorrerem de 24 de julho a 9 de agosto de 2020, os Jogos foram adiados para 23 de julho a 8 de agosto de 2021, por causa da pandemia COVID-19. Será a 10ª participação consecutiva da nação nos Jogos Olímpicos de Verão.

## Competidores
Abaixo está a lista do número de competidores nos Jogos.
| Esporte   | Masculino | Feminino | Total |
| --------- | --------- | -------- | ----- |
| Atletismo | 2         | 1        | 3     |
| Total     | 2         | 1        | 3     |

## Atletismo
Os seguintes atletas das Ilhas Virgens Britânicas conquistaram marcas de qualificação, pela marca direta ou pelo ranking mundial, nos seguintes eventos de pista e campo (até o máximo de três atletas em cada evento):
- Nota– As posições para os eventos de pista são em relação à bateria do atleta
- Q = Qualificado para a próxima fase
- q = Qualificado para a próxima fase como o perdedor mais rápido ou, em eventos de campo, pela posição sem atingir o alvo para qualificação
- NR = Recorde nacional
- N/A = Fase não aplicável para o evento
- Bye = Atleta não precisou disputar aquela fase

Eventos de pista e estrada
| Atleta         | Evento                        | Eliminatória | Eliminatória | Semifinal | Semifinal | Final     | Final   |
| Atleta         | Evento                        | Resultado    | Posição      | Resultado | Posição   | Resultado | Posição |
| -------------- | ----------------------------- | ------------ | ------------ | --------- | --------- | --------- | ------- |
| Kyron McMaster | 400 m com barreiras masculino |              |              |           |           |           |         |

Eventos de campo
| Atleta         | Evento                      | Qualificação | Qualificação | Final     | Final   |
| Atleta         | Evento                      | Distância    | Posição      | Distância | Posição |
| -------------- | --------------------------- | ------------ | ------------ | --------- | ------- |
| Eldred Henry   | Arremesso de peso masculino |              |              |           |         |
| Chantel Malone | Salto em distância feminino |              |              |           |         |